# 趙希璜

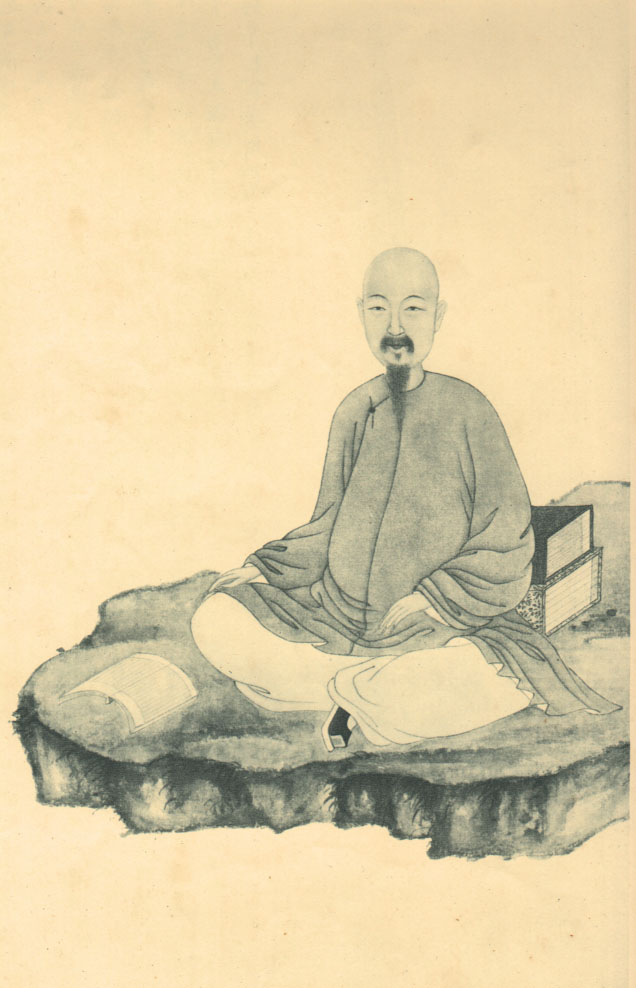
《清代學者像傳》之趙希璜

趙希璜（1746年—1805年），字渭川、一字子璞，廣東省惠州府長寧縣（今廣東省新豐縣）人。清朝政治人物及文學家，有獨特的軍事謀略及治水理念，並且擁有「嶺南四大才子」之譽。早期詩歌清新脫俗，而後漸漸展現性靈派的特點並且詩風頗似蘇軾，著有《安陽金石錄》、《淇泉摹古錄》、《四百三十二峯草堂詩鈔》。但因他的詩文別集長期未得到後人的點校而在清中期詩壇的地位得不到重視。

## 生平
乾隆十一年七月二十五日，在淮安通判署出生，少年時在惠州羅浮山讀書，與順德黎簡為友。未中举之前，赵希璜就已经略有诗名。乾隆四十二年（1777年），趙希璜在北京參加鄉試落第後，決定回羅浮山繼續讀書。趙希璜四度鄉試，方才在乾隆四十四年恩科廣東鄉試中舉。乾隆五十七年，任安陽縣知縣，聘请当时的著名学者武亿等一起编纂，并且得到纪昀的推崇。其中附金石錄十二卷。嘉庆十年（1805年）九月二十三日，候選郎中趙希璜在淮安通判署去世，享年六十歲，其子淮安府高堰河務通判趙惺應例丁憂。

## 贡献
趙希璜多次實地考察地形興修萬金渠等水利工程，卸任安陽知縣後還親自勘測地形，繪成《漳河天平閘故渠圖》以供治水參考。因而在安陽深得民心，後其子遵其囑將其下葬於安陽，安陽人民「扶老攜幼，送葬者至千人」，甚至入祀安陽縣學名宦祠。洪亮吉為趙希璜寫的墓誌銘中說：「君所至皆盡心於民，講求利弊，暇即以文雅飾吏治，以是士民皆愛戴之。」

## 家族
祖父趙廷客，中憲大夫。
父趙師質，袁州知府；趙希璜为第四子。生母戴氏，在普陀禅寺祷告後而生下赵希璜。
子淮安府趙惺，高堰河務通判。